# Antonio Palenzuela Velázquez

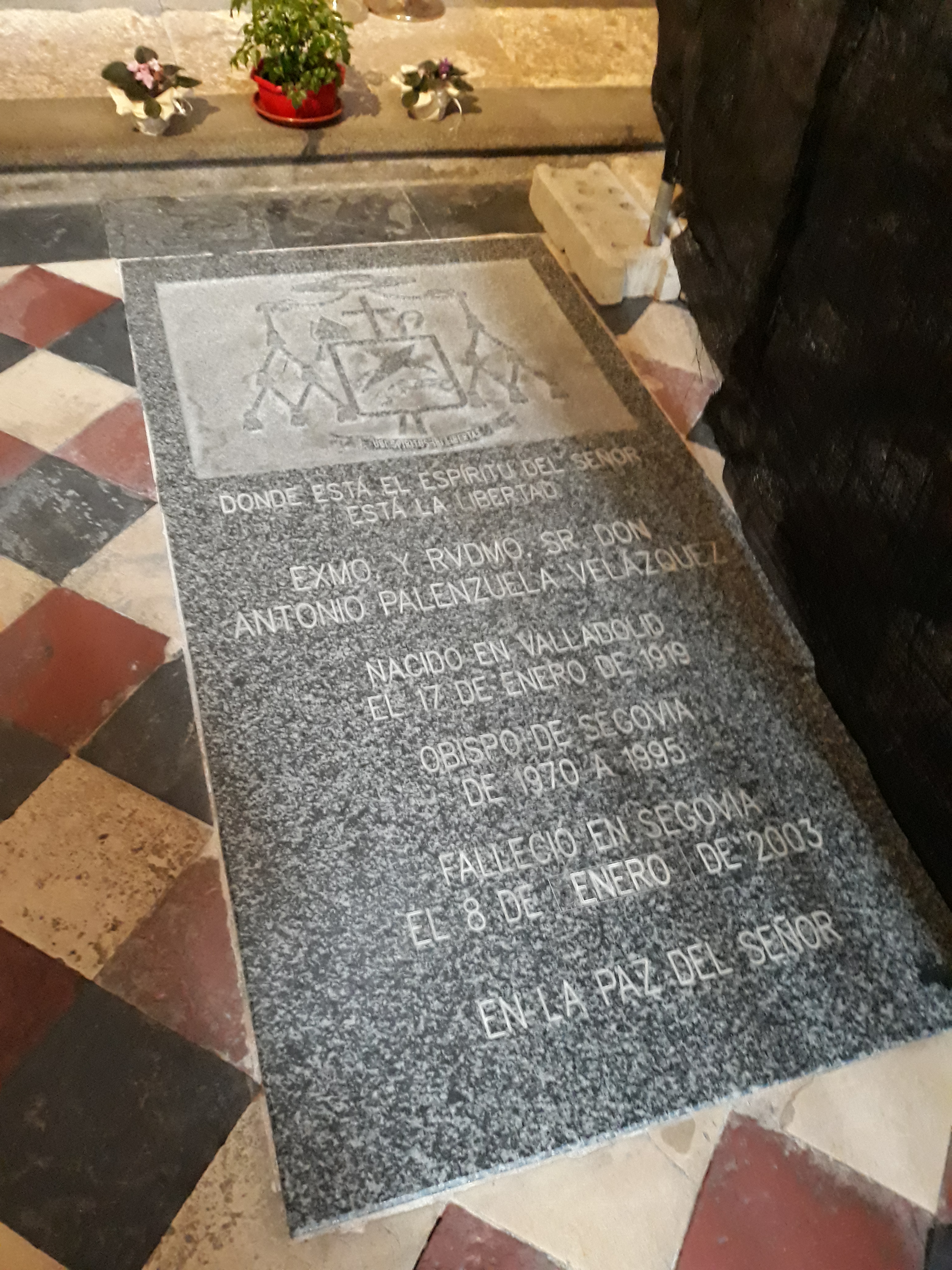
Das Grab von Antonio Palenzuela Velázquez in der Kathedrale von Segovia.

Antonio Palenzuela Velázquez (* 17. Januar 1919 in Valladolid; † 8. Januar 2003 in Segovia) war ein spanischer römisch-katholischer Priester. Er war Bischof von Segovia.

## Leben
Antonio Palenzuela Velázquez empfing am 26. Mai 1945 die Priesterweihe.
Papst Paul VI. ernannte ihn am 11. Dezember 1969 zum Bischof von Segovia. Der Apostolische Nuntius in Spanien Luigi Dadaglio weihte ihn am 22. Februar des nächsten Jahres zum Bischof; Mitkonsekratoren waren Casimiro Morcillo González, Erzbischof von Madrid und Marcelo González Martín, Erzbischof von Barcelona.
Am 12. Mai 1995 nahm Papst Johannes Paul II. seinen altersbedingten Rücktritt an.